# Rhipidantha
Rhipidantha  es un género de plantas con flores perteneciente a la familia de las rubiáceas. Incluye una sola especie: Rhipidantha chlorantha (K.Schum.) Bremek. (1940).
Es nativo de Tanzania.